# Sint-Annakapel (Geijsteren)

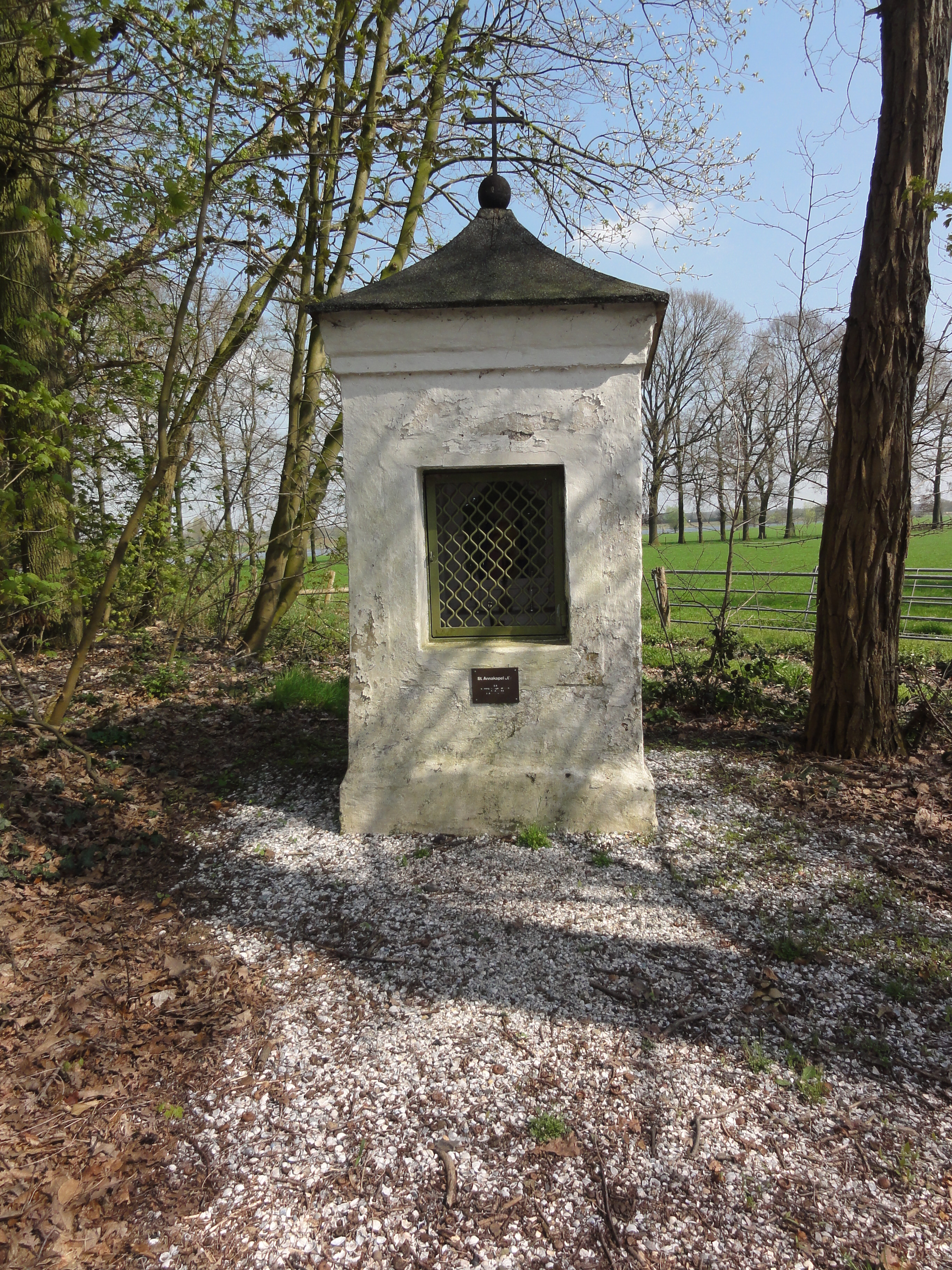
Sint-Annakapel

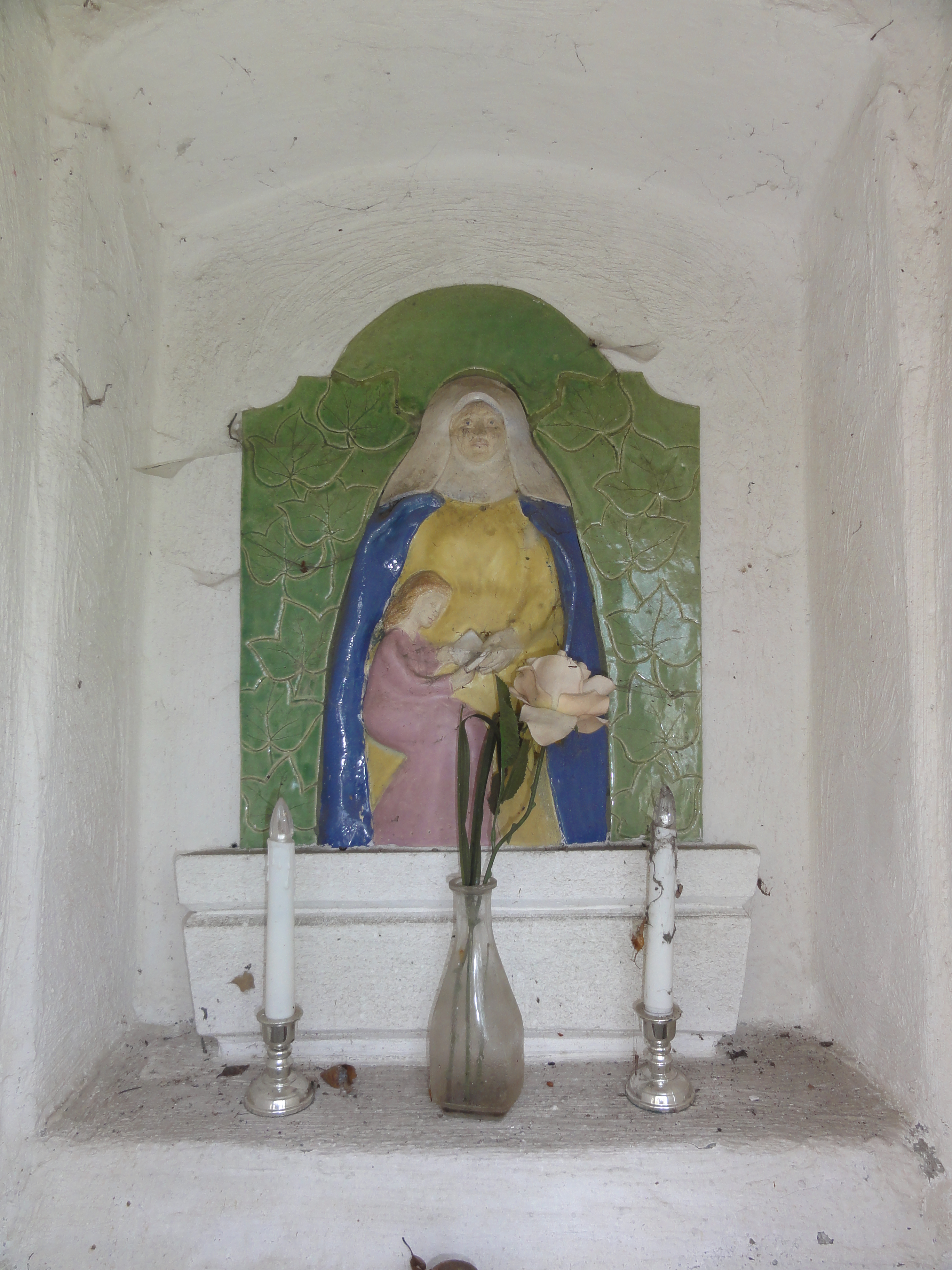
Het kleurrijke tableau in de nis van de kapel

De Sint-Annakapel is een kapel in Geijsteren in de Nederlands Noord-Limburgse gemeente Venray. De kapel staat aan de Maasheseweg aan de rand van een klein bosgebied met op ongeveer 200 meter noordelijker de rivier de Maas. Op ongeveer 350 meter naar het zuidwesten staat de Onze-Lieve-Vrouw-van-Heimwee-en-Verlangenkapel.
De kapel is gewijd aan Sint-Anna.

## Geschiedenis
In 1698 werd de kapel gebouwd.
Op 21 januari 1970 werd de kapel ingeschreven in het rijksmonumentenregister.
In de zomer van 2019 viel de kapel om en in stukken uiteen. In de zomer van 2020 werd de kapel herbouwd.

## Bouwwerk
Het wit gestuukte heiligenbeeldhuisje is een niskapel of ovenkapel en is gebouwd op een vierkant grondplan. De zuilvormige kapel wordt gedekt door een tentdak waar middenop een ijzeren kruis geplaatst is.
Aan de voorzijde heeft de kapel een rechthoekige nis die afgesloten wordt met traliewerk. Op een klein altaartje is in de nis een kleurrijk tableau toegevoegd waarin afgebeeld wordt hoe Anna aan haar dochter maria leesonderricht geeft. (Op het bordje ter plaatse staat echter Anna te Drieën.)